# Spirituality
Spirituality è un album in studio collaborativo di Juri Camisasca e Rosario Di Bella, pubblicato nel 2016.

## Tracce
1. Pace – 3:30
2. Gabriel – 4:08
3. Il canto della beatitudine – 3:59
4. Deus Meus – 4:29
5. Se incontri il Buddha... – 4:35
6. Cogli l'essenza – 3:52
7. Uriel – 4:04
8. Space and flowers – 4:06
9. Suprema identità – 3:57
10. Il mondo è costruito sull'amore – 3:58
11. Il sole nella pioggia – 5:32
12. Luce dell'India – 3:50
13. Spirituality – 7:38
14. Shlom Lech Mariam – 1:05